# Johan Lindegren
Johan Lindegren (Ullareds socken-Halland, 7 de enero de 1842 - Estocolmo, 8 de junio de 1908) fue un compositor y teórico de la música sueco. Fue abuelo del poeta Erik Lindegren.

## Biografía
Hijo de un granjero en una pequeña localidad del suroeste de Suecia, su talento musical se reveló a una edad temprana. Las primeras lecciones de música las recibió del sacerdote de su parroquia. A pesar de que su padre se opuso, el sacerdote le animó para que estudiase música de órgano en Skällinge. En 1860 continuó sus estudios en el Real Conservatorio de Estocolmo, donde se formó en piano, violín y teoría. Ingresó en 1865 en el Teatro Real de Ópera como miembro del coro, donde permaneció hasta 1874. Dos años más tarde ya era profesor de contrapunto en el conservatorio. Por razones económicas, aceptó la plaza de profesor de música en una escuela de primaria, hasta que en 1884 obtuvo el puesto de organista en la Catedral de Estocolmo.Fue maestro de coros en el Teatro de la Ópera y profesor de la Escuela Real, donde tuvo entre sus alumnos a Harald Fryklöf. Como teórico, fueron frecuentes sus publicaciones en revistas especializadas suecas y creó una propia, de corta trayectoria, donde trató de renovar la música coral religiosa. Compuso piezas para piano, una Fantasía-Polonesa, un cuarteto de cuerda en fa mayor, una sonata, una fuga y una elegía en memoria del cantante de ópera, Oscar Arnoldson.